# Geitoneura
Geitoneura es un género de mariposas de la familia Nymphalidae.

## Especies
Este género contienen las siguientes especies:
- Geitoneura acantha (Donovan, 1805)
- Geitoneura klugii (Guérin-Méneville, [1831])
- Geitoneura minyas (Waterhouse & Lyell, 1914)